# 금산중학교 (전남)
금산중학교(錦山中學校)는 대한민국 전라남도 고흥군 금산면 대흥리에 있는 공립 중학교이다.

## 학교 연혁
- 1964년 12월 9일 : 금산중학교 설립인가
- 1965년 3월 11일 : 개교, 초대 한희호 교장 취임
- 2002년 3월 1일 : 금산동분교장 본교에 편입
- 2009년 3월 1일 : 금산동분교장 본교에 통폐합
- 2024년 9월 1일 : 정기문 교장 부임
- 2025년 1월 9일 : 제58회 8명 졸업(총 9,128명)

## 참고 자료
- 금산중학교 - 한국교육학술정보원 학교알리미